# 10071 Paraguay
10071 Paraguay este un asteroid din centura principală de asteroizi.

## Descriere
10071 Paraguay este un asteroid din centura principală de asteroizi. A fost descoperit pe 02 martie 1989 la Observatorul La Silla de Eric Walter Elst. Asteroidul prezintă o orbită caracterizată de o semiaxă mare de 2,32 ua, o excentricitate de 0,12 și o înclinație de 6,8° în raport cu ecliptica.